# رهومشپرینگه
رهومشپرینگه (به آلمانی: Rhumspringe) یک شهر در آلمان است که در Gieboldehausen واقع شده‌است. رهومشپرینگه ۲٬۰۵۹ نفر جمعیت دارد.